# 莫斯科国立大学亚非学院
莫斯科国立大学亚非学院是俄罗斯莫斯科国立大学下属学院，建立于1956年，当时名为东方语言学院，1972年改为现名，学院教职员250人，包含28位教师和70位助理教授，涉及语言有日语、漢語、梵语、阿拉伯语、印地语、波斯语、马来语、斯瓦希里语等。